# マルク・マルティネス・アランダ
マルク・マルティネス・アランダ（Marc Martínez Aranda、1990年4月4日 - ）は、スペイン・カタルーニャ州バルセロナ出身のサッカー選手。グラナダCF所属。ポジションはGK。

## クラブ経歴
バルセロナに生まれ、FCバルセロナのカンテラであるラ・マシアを経てラージョ・カンタブリアでキャリアをスタートさせた。2019年7月にFCカルタヘナへ移籍するまではセグンダB以下のリーグでプレーしており、セグンダで初めてプレーした時は既に30歳を迎えていた。
2024年1月28日、プリメーラ・ディビシオンに所属していたグラナダCFへ移籍し、1年半契約を結んだ。